# Fuenllana
Fuenllana es un municipio y localidad española de la provincia de Ciudad Real, en la comunidad autónoma de Castilla-La Mancha. El término municipal tiene una población de 200 habitantes (INE 2024).
Se trata de una de las villas más antiguas del Campo de Montiel.  Fue el primer municipio de repoblación de la Orden de Santiago en la comarca, donde se iniciaron los trabajos para la construcción de una fortaleza que nunca se llegó a concluir a causa de la toma de Montiel. La localidad es una joya arquitectónica de La Mancha al conservar de forma más original el tipismo y la construcción popular del país. Preserva la identidad rural que le confiere el interesante atractivo de ser una de las escasas poblaciones de La Mancha que ofrecen la imagen de una auténtica villa rural manchega. Cuyo trazado sinuoso e irregular de sus calles, jalonadas de hermosas fachadas de estilo popular en tonalidades blanco o color tierra, le confieren la personalidad única de su sencillez. Componiendo por sí misma un Conjunto Histórico de hecho, bien definido por la homogeneidad de su bella imagen arquitectónica, perfectamente integrada en el paisaje agrícola que la rodea.
En la entrada principal de la villa junto al puente de origen medieval se encuentra el manantial de la Fuente Llana que da nombre al pueblo. Formando parte de un trayecto patrimonial que comienza en las ruinas de la antigua Iglesia de Santa Catalina que data del siglo XV y finaliza en el lavadero del siglo XIX, edificado con parte de los sillares de los contrafuertes de la mencionada iglesia.
El paisaje que rodea el pueblo preserva las mismas características que desde hace siglos, con la diversidad de parcelas estructuradas en "peazos" utilizados para la siembra de cereal.
Actualmente el camino que lleva a Villanueva de los Infantes se encuentra jalonado de árboles de sombra convertido en un sugerente paseo rural de cinco kilómetros.

## Demografía
Fuenllana cuenta con una población de 200 habitantes (INE 2024).
| Gráfica de evolución demográfica de Fuenllana entre 1842 y 2021                                                     |
| |
| Población de derecho según los censos de población del INE Población de hecho según los censos de población del INE |

## Monumentos
La localidad de Fuenllana cuenta en su casco urbano y extrarradio con varios monumentos destacables:
- Castillo-Iglesia de Santa Catalina. Realmente jamás hubo un castillo. Las actuales ruinas pertenecen a la Iglesia de Santa Catalina de Alejandría que fue abandonada a consecuencia de la llegada de los Agustinos a la localidad.
- Convento de la Orden de San Agustín. En el lugar de nacimiento de Santo Tomás de Villanueva se construye primero una ermita y después un convento en el siglo XVII que sufriría la desamortización y que a consecuencia de ello en la actualidad además de una iglesia moderna -la anterior, anexa al mismo fue destruida en un sonado caso de corrupción municipal de la corporación franquista en los años 60 del siglo XX- comparte el monumento junto a las dependencias municipales.
- Puente del río Tortillo.
- Inscripción Romana. Procedente de Alhambra, tal y como se puede comprobar gracias a las Relaciones Topográficas de Felipe II.

A la entrada del municipio existe un puente de piedra antiguo, por el que discurre el arroyo Tortillo, uno de los afluentes del río Azuer.

## Curiosidades
El casco urbano se va enriqueciendo con  acogedores rincones para uso y disfrute del espacio público. Como por ejemplo el parque de la Noria, junto al gimnasio. En la calle Cervantes con motivo del IV Centenario de la publicación del Quijote, se ha erigido monumento al "Caballero de los leones", como denominó el escritor a don Quijote. 
En 2016 como homenaje al cuarto centenario de la muerte de Cervantes, existe el Callejón de la Puerta del Corral. Aludiendo a la cita literal que nos dejó el genial cervantes promulgando el inicio de las aventuras del Quijote por el Campo de Montiel, saliendo por la puerta del corral. 
Recordando la actividad ancestral de esta tierra, sobre todo la agricultura y la ganadería también se ha dedicado un Rincón de los pastores, recogiendo en azulejos una cita de un viejo pastor del pueblo, promoviendo el buen trato a los animales. 
Y homenajeando el duro trabajo de la agricultura la Plaza del Campo, cuyas efigies de Ceres y Baco recuerdan que aquí desde hace siglos se cultivaba principalmente vino y cereal. 
También el entorno del pueblo acoge la ermita de San Antón y San Isidro a pocos metros del centro del mismo, en un espacio arbolado ideal para disfrutar de lo rural y lo auténtico. 
Visita especial merece el cementerio centenario. Ejemplo único de los primeros cementerios que se hicieron en La Mancha a raíz de las nuevas ordenanzas que los desplazaban alejados del casco urbano. Conservando su primitiva traza y adornado por uno de los más bellos paseos de cipreses de la zona. 

## Personas notables
Es localidad natal de Santo Tomás de Villanueva.
Es localidad natal de Antonio Rodríguez Huéscar, filósofo discípulo de José Ortega y Gasset.